# Hamburg Masters 2003
Hamburg Masters 2003 — тенісний турнір, що проходив на ґрунтових кортах у місті Гамбург, Німеччина з 12 травня . Належав до категорії Tennis Masters Series, був турніром серії Hamburg European Open 2003 року.

## Фінальна частина

### Одиночний розряд
Гільєрмо Кор'я —  Агустін Кальєрі 6–3, 6–4, 6–4

### Парний розряд
Марк Ноулз (тенісист) /  Деніел Нестор —  Магеш Бгупаті /  Максим Мирний 6–4, 7–6(10)